# Cartolarizzazione
La cartolarizzazione è una tecnica finanziaria progettata per trasformare strumenti finanziari non trasferibili in altri strumenti finanziari trasferibili, quindi negoziabili e quindi liquidi.
La tecnica è un'elaborazione moderna dell'idea di Johan Palmstruch nel 1647 che ha dato origine al moderno sistema delle banche centrali e delle banche commerciali.

## Descrizione
Consiste nella cessione di attività o passività, beni o debiti di privati o di crediti di una società (solitamente una banca) definita tecnicamente originator, attraverso cui si costruiscono emissioni con la trasformazione del bene o del debito/credito (securitization) in titoli obbligazionari, che sono poi collocati presso il pubblico. La tecnica finanziaria è definita nel modello originate-to-distribute, antitetico al concetto stesso di banca che invece si basa sul modello originate-to-hold. In sostanza con la cartolarizzazione il rischio di credito viene trasferito dalla banca agli obbligazionisti e la banca libera risorse di capitale.
I beni o attività sono ceduti a terzi e il recupero da parte dei terzi del valore di questi beni o attività dovrebbe garantire la restituzione del capitale e delle cedole di interessi indicate nell'obbligazione. Se tale recupero non è possibile, chi ha comprato titoli cartolarizzati incorre nella perdita sia del capitale versato che degli interessi che sperava di percepire.
Per lo più i beni ceduti sono costituiti da crediti, tuttavia possono essere immobili, strumenti derivati o altro. I beni vengono ceduti a società-veicolo (SPV, Special Purpose Vehicle, società cessionaria abilitata ad emettere i titoli in cui sono incorporati i crediti ceduti) che ne versano al cedente il corrispettivo economico ottenuto attraverso l'emissione ed il collocamento di titoli obbligazionari. Le obbligazioni emesse sono divise in classi a seconda del rating (AAA, AA, BBB, BB ecc. fino alla partecipazione azionaria), con un merito creditizio che è minore quanto più è alto il livello di subordinazione nella restituzione del debito obbligazionario.

### Funzionamento
Un soggetto, denominato originator, raccoglie sul mercato un certo numero di crediti (esempio interessi sui mutui). L'originator, successivamente trasferirà i crediti a una Special Purpose Vehicle (SPV) ed entreranno nella sua disponibilità. La SPV riceverà, da quel momento in poi, i pagamenti per gli interessi e per la restituzione del capitale, effettuati da coloro che hanno sottoscritto i mutui. La SPV, per finanziarsi, emetterà obbligazioni che vengono sottoscritte dagli investitori che dispongono di un surplus di liquidità. Queste obbligazioni sono strutturate in tranche, e a ognuna di esse viene attribuito un rating (normalmente dalla AAA alla BB). Ordinate a partire dalla meno rischiosa, che di conseguenza coincide con la meno redditizia, le tranche si possono distinguere in:
- tranche senior
- tranche mezzanine
- tranche equity

Il pagamento delle tranche avviene a cascata, ossia vengono pagate prima di tutto le tranche meno rischiose (senior) e successivamente le tranche più rischiose (mezzanine ed equity). La suddivisione in tranche permette di distribuire il rischio: le tranche senior, meno rischiose e che garantiscono interessi inferiori, potranno essere sottoscritte da soggetti poco propensi al rischio; le tranche equity permetteranno una maggiore speculazione da parte dell'investitore, a patto che abbia una propensione al rischio maggiore.
Gli interessi pagati dai contraenti dei finanziamenti sottostanti, serviranno a pagare gli interessi passivi delle obbligazioni.
La cartolarizzazione consente a una banca di trasformare attività per definizione non liquide (come un mutuo) in attività liquide. Questo avviene poiché, trasferendo i finanziamenti alla SPV, otterrà il corrispettivo in denaro (spogliandosi però dal diritto della restituzione del capitale e degli interessi del mutuo), risultando più liquida e consentendole di replicare il processo (concessione di ulteriori mutui e successiva cartolarizzazione degli stessi).
La Special Purpose Vehicle normalmente non è tenuta a rispondere di un eventuale fallimento dell'originator.

## Nel mondo

### Italia
La legge di riferimento, in Italia, è la legge 30 aprile 1999, n. 130 successivamente modificata all'articolo 7 con l'aggiunta degli articoli 7-bis e 7-ter dalla legge 14 maggio 2005, n. 80 e da altre leggi successive.
Gli investitori, sottoscrivendo i titoli, accettano una clausola di limited recourse, che vincola la corresponsione delle cedole al rimborso del credito dal quale i titoli dipendono. Si tratta di un'operazione rischiosa, per la quale società di rating specializzate valutano la qualità dei titoli obbligazionari, e dunque del credito sottostante, facilitando la valutazione degli operatori interessati.
La cessione può riguardare crediti in sofferenza delle banche, non ancora dichiarati inesigibili e depennati dal bilancio. La cartolarizzazione comporta il trasferimento al cessionario dei diritti e obblighi del creditore cedente. Restano, quindi, invariati e non modificabili senza il consenso di entrambe le parti, gli obblighi e i diritti del debitore. Tra le società più attive sul mercato secondario delle cartolarizzazioni ci sono i fondi speculativi in un intreccio molte volte inestricabile di interessi contrapposti. Nella cartolarizzazione dei crediti si identificano due costruzioni:
- dualistica: l'operazione è formata da due distinti contratti (cessione di credito del creditore originario alla società di cartolarizzazione più contratto di finanziamento ossia un mutuo erogato dalla società ai sottoscrittori dei titoli emessi dalla società di cartolarizzazione), uniti da un collegamento legale.
- monistica: tra i due momenti c'è un nesso talmente stretto da farla ritenere unica cioè un contratto avente un'unitaria causa quale la cartolarizzazione.

Soggetti del contratto sono il creditore originario, cedente, e i sottoscrittori dei titoli. La società di cartolarizzazione è quindi il tramite attraverso il quale si attua la cessione di crediti dal cedente ai portatori dei titoli. La cartolarizzazione è una cessione pro soluto, cioè non vi è garanzia della solvenza del debitore ceduto e i rischi gravano sui portatori dei titoli. In Italia la cartolarizzazione ha dato luogo a cessioni importanti sia da parte degli istituti bancari (soprattutto crediti in sofferenza) sia di enti pubblici. In diverse ipotesi le cartolarizzazioni, o i tentativi di porle in essere, hanno dato luogo ad inchieste penali.
Per gli enti pubblici spetta alla Corte dei Conti certificare la solvibilità del credito e autorizzarne la cartolarizzazione. Gli intermediari che curano il collocamento dei titoli possono accettare garanzie da parte di altri soggetti. Dopo l'entrata in vigore della Direttiva 2014/59/UE sul bail-in bancario, la garanzia deve essere pagata dalle banche a prezzi di mercato, e può essere posta solo sulla tranche senior delle obbligazioni emesse dalla società-veicolo (o bad bank), che effettua la cartolarizzazione. Diversamente, la garanzia statale è considerata un "aiuto di Stato", vietata e sanzionata pesantemente dal diritto antitrust dell'Unione Europea, e farebbe scattare il bail-in, la cancellazione o conversione in azioni su almeno l'8 per cento delle passività della banca oggetto di aiuto.

## Riferimenti normativi
- Legge 30 aprile 1999, n. 130 - Disposizioni sulla cartolarizzazione dei crediti
- Decreto-legge 14 febbraio 2016, n. 18 - Misure urgenti concernenti la riforma delle banche di credito cooperativo, la garanzia sulla cartolarizzazione delle sofferenze, il regime fiscale relativo alle procedure di crisi e la gestione collettiva del risparmio
- Decreto ministeriale 3 agosto 2016 - Fondo di garanzia di cui all'art. 12, comma 1, del decreto-legge 14 febbraio 2016, n. 18, convertito, con modificazioni, dalla legge 8 aprile 2016, n. 49, recante disciplina in materia di garanzia sulla cartolarizzazione delle sofferenze (GACS)
- Decreto ministeriale 14 ottobre 2019 - Modifiche ed integrazioni al decreto 3 agosto 2016, ai sensi dell'articolo 22 del decreto-legge 25 marzo 2019, n. 22, convertito con modificazioni dalla legge 20 maggio 2019, n. 41, in materia di garanzia sulla cartolarizzazione delle sofferenze